# Ludovico Peregrini
Ludovico Peregrini, detto Signor No (Como, 27 giugno 1943 – Bretagna, 9 agosto 2025), è stato un autore televisivo e personaggio televisivo italiano.

## Biografia
Nato a Como, dopo la laurea in lettere fu indirizzato da un suo amico già assunto in Rai a proporsi come autore televisivo. Entrò così nella redazione del programma Settevoci, che lanciò Pippo Baudo. Quando le riprese si trasferirono da Milano a Roma, Peregrini rifiutò il trasferimento; in questo frangente conobbe il conduttore Mike Bongiorno, che lo chiamò a collaborare alla realizzazione del telequiz Rischiatutto. Ebbe così inizio un sodalizio di oltre quarant’anni, che vide Peregrini affiancare Mike in veste di autore televisivo e anche come giudice responsabile di gara, in particolare da quando l'Ordine dei Notai vietò agli iscritti all'albo le apparizioni televisive. Per la precisione e il rigore con cui applicava il regolamento (opponendo sistematici rifiuti alle richieste di deroga che il conduttore gli formulava, il che dava luogo a siparietti) gli fu attribuito il soprannome di "signor No". 
Peregrini è stato autore di molte trasmissioni televisive, i quiz di Mike per la Rai Rischiatutto, Scommettiamo? e Flash; quelli nel gruppo Fininvest: I sogni nel cassetto, Bis (e la sua versione speciale per VIP, Superbis), Superflash, Pentatlon, Telemike, La ruota della fortuna, Tutti x uno, Telemania, le due edizioni di Allegria! e di Tutti in allegria; insieme a Davide Tortorella ha collaborato a programmi tra i quali: Bravo Bravissimo, Genius e Il migliore. Ha collaborato anche con Gerry Scotti in Vinca il migliore, Il Quizzone e Chi vuol essere milionario? e per Mike ha firmato il Festival di Sanremo 1997. Ha collaborato con Nino Longo, Illy Reale, Alvise Borghi e infine con Davide Tortorella.
Ha scritto alcune canzoni per Mino Reitano (Sogno, Tu dolcemente, Che bella sera, Vivere insieme), Toto Cutugno (Donna donna mia, Flash), Mina (Anche un uomo), Christian (Volare via). Dal 1981 al 1990 è stato per 9 anni la voce del quiz di Mike Bongiorno Bis trasmesso su Canale 5, e anche di Telemike, andato in onda per 5 anni dal 1987 al 1992, e poi anche nelle due edizioni di Tutti x uno. Tra gli autori, che insieme a Peregrini e Bongiorno hanno collaborato nel gioco a quiz Pentatlon, c'è anche Luigi Albertelli, autore di molte sigle dei cartoni animati che era in veste di giudice di gara e insieme a Illy Reale ha collaborato anche nel gioco a quiz domenicale che era all'interno del contenitore La giostra, dal titolo Parole d'oro che era l'antenato de La ruota della fortuna. 
Peregrini è ritornato in voce nel quiz Genius nel 2003 e dal 2004 al 2006, dopo la chiusura de La ruota della fortuna. Sempre nello stesso anno Peregrini e Scotti hanno firmato una nuova edizione del quiz Chi vuol essere milionario? sempre su Canale 5 incluse anche le edizioni domenicali del quiz di successo. Nel 2006 e 2007 è tra gli autori dell'ultimo gioco a quiz di Mike Il migliore. Tifoso del Milan, in occasione dei funerali dell'amico Mike Bongiorno è tra coloro (insieme a Pippo Baudo, Mario Bianchi e ai tre figli di Mike) che portano a spalla il feretro del presentatore all'uscita del Duomo di Milano. 
Nel 2016 riprende l'attività televisiva, collaborando con Fabio Fazio al remake del telequiz Rischiatutto, partecipando sia alle fasi di selezione dei concorrenti (Quasi quasi... Rischiatutto - Prova pulsante), sia da protagonista nel cast del programma, tornando dopo oltre 40 anni a ricoprire il ruolo di capo della giuria ("signor No").